# Cañatabla
Cañatabla (también llamada popularmente Cañatalba) es una localidad y pedanía española perteneciente al municipio de Domingo Pérez de Granada, en la provincia de Granada, comunidad autónoma de Andalucía. Está situada en la parte centro-norte de la comarca de Los Montes. Cerca de esta localidad se encuentran los núcleos de Domingo Pérez de Granada, Cotílfar y Dehesas Viejas.

## Demografía
Según el Instituto Nacional de Estadística de España, en el año 2021 Cañatabla contaba con 13 habitantes censados, lo que representa el 1,51% de la población total del municipio.

### Evolución de la población
| Gráfica de evolución demográfica de Cañatabla entre 2011 y 2021 |
|                                                                 |
| Datos según el nomenclátor publicado por el INE.                |